# Ferdinand Deppe
Ferdinand Deppe Berlim, 1794 - 1861)  foi pintor, explorador e naturalista alemão. Era irmão de  Wilhelm Deppe.